# Viktorstjärnen, Dalarna
Viktorstjärnen är en sjö i Rättviks kommun i Dalarna och ingår i Dalälvens huvudavrinningsområde.